# Kissinger Klavierolymp

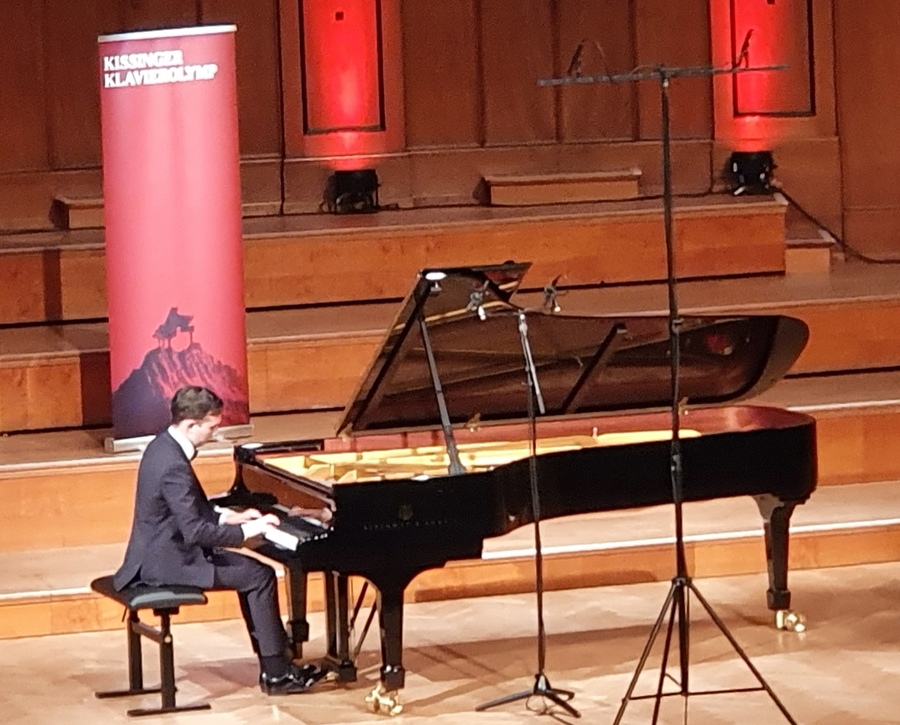
Sergey Tanin beim Kissinger Klavierolymp 2020

Der Kissinger KlavierOlymp ist ein seit 2003 jährlich stattfindender internationaler Klavierwettbewerb jugendlicher Pianisten in Bad Kissingen.

## Geschichte
Im Jahr 2003 wurde erstmals der von Bürgern der Kurstadt Bad Kissingen initiierte Klavierwettbewerb unter dem Namen Kissinger Klavierolympiade durchgeführt. Nachdem der Deutsche Olympische Sportbund im Jahr 2008 seine Markenrechte für den Begriff „Olympiade“ geltend gemacht hatte, wurde der Wettbewerb 2009 in „KlavierOlymp“ umbenannt. Dieses kleine Festival wird ausschließlich durch privates Sponsoring – vor allem von Mitgliedern des „Fördervereins Kissinger Sommer“ – finanziert und von Sponsoren aus der Wirtschaft unterstützt. Seit dem Start des Festivals gibt es eine Zusammenarbeit mit dem Bayerischen Rundfunk, der jeweils das Abschlusskonzert aufzeichnet.
Jeweils in einer Herbstwoche (September oder Oktober) von Donnerstag bis Sonntag stellen sich auf Einladung sechs Pianisten diesem Wettbewerb um drei Spitzenpreise und einen Publikumspreis. Alle zum KlavierOlymp geladenen Pianisten müssen, so die einzige Bedingung, bereits Preisträger anderer internationaler Wettbewerbe sein. Jeder Künstler gibt an einem dieser vier Tage zunächst sein eigenes Konzert. Am Sonntag treten alle sechs Künstler in einem gemeinsamen vierstündigen Abschlusskonzert gegeneinander an.
Die offiziellen Preise werden von einer gelegentlich wechselnden, vier- bis fünfköpfigen Fachjury vergeben. Den Publikumspreis vergeben nur jene Abonnenten, die alle sechs Einzelkonzerte und das Abschlusskonzert besucht haben. Alle Preisträger eines Jahres werden zur Mitwirkung beim jeweils nächstjährigen internationalen Musikfestival „Kissinger Sommer“ eingeladen, der Gewinner des ersten Preises darf dort als Solist mit großem Orchester auftreten. Außerdem verschafft der KlavierOlymp den Teilnehmern weitere Auftrittsmöglichkeiten. Gründungsintendantin war Kari Kahl-Wolfsjäger, von der Tilman Schlömp als neuer Intendant des Kissinger Sommers 2016 auch die Regie des KlavierOlymps übernahm. 2021 wurde Alexander Steinbeis dessen Nachfolger.

## Preisträger

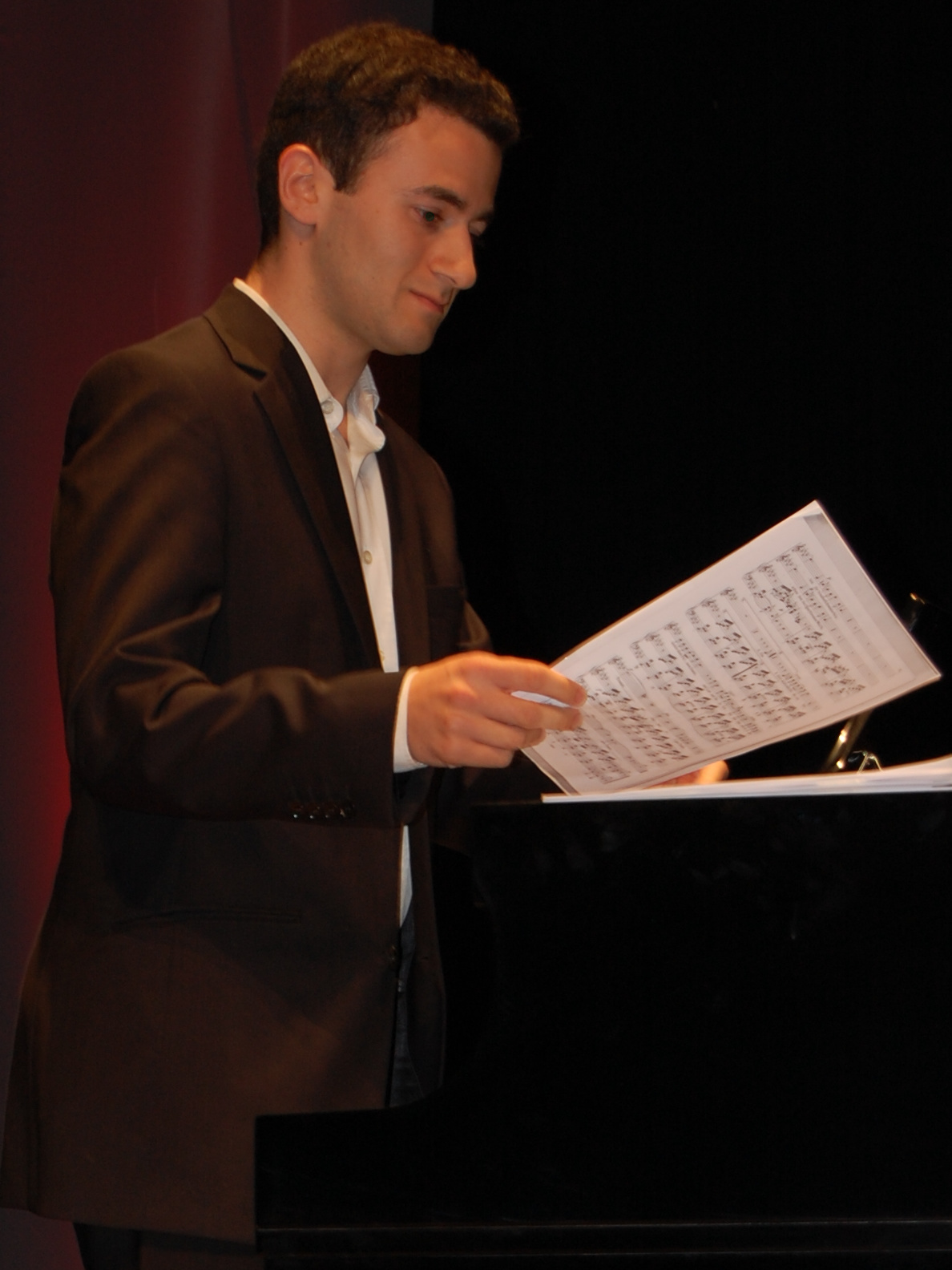
Boris Kusnezow, Preisträger 2009

| Jahr | 1. Preis                             | 2. Preis                       | 3. Preis                        | Publikumspreis                 |
| ---- | ------------------------------------ | ------------------------------ | ------------------------------- | ------------------------------ |
| 2003 | Martin Helmchen Nikolai Tokarew      | Stewart Goodyear               | Kirill Gerstein                 | Mihaela Ursuleasa              |
| 2004 | Alexei Zouev                         | Igor Levit                     | Alice Sara Ott                  | Andrei Banciu                  |
| 2005 | Herbert Schuch                       | Lukáš Vondráček                | Anna Winnizkaja Peter Ovtcharov | Joseph Moog Miroslav Kultyshev |
| 2006 | Christian Ihle Hadland Kit Armstrong | nicht besetzt                  | Alexej Gorlatch                 | Mona Asuka Ott                 |
| 2007 | Vestards Šimkus                      | Michail Lifits                 | David Kadouch                   | Zhang Hai’ou                   |
| 2008 | Yeol Eum Son                         | Olga Scheps                    | Benjamin Kim                    | Claire Huangci                 |
| 2009 | Kiryl Keduk                          | Boris Kusnezow                 | Kateryna Titova                 | Kiryl Keduk                    |
| 2010 | Behzod Abduraimov                    | Nareh Arghamanyan              | Avan Yu                         | Alexei Grigorjew               |
| 2011 | Konstantin Schamrai                  | Adam Laloum                    | Pawel Kolesnikow                | Pawel Kolesnikow               |
| 2012 | Magdalena Müllerperth Da Sol Kim     | nicht besetzt                  | Beatrice Magnani                | Magdalena Müllerperth          |
| 2013 | Chi-Ho Han                           | Georgy Tchaidze                | Aurelia Shimkus                 | Chi-Ho Han                     |
| 2014 | Julian Jia                           | Niu Niu                        | Boyang Shi                      | Julian Jia                     |
| 2015 | Jorge González Buajasán              | Maxim Lando                    | Clayton Stephenson              | Jorge González Buajasán        |
| 2016 | Elisabeth Brauß                      | Julian Trevelyan Thomas Schuch | nicht besetzt                   | Nikolay Khozyainov             |
| 2017 | Emre Yavuz                           | Sergei Redkin                  | Viktor Soos                     | Luisa Imorde                   |
| 2018 | Juan Pérez Floristán                 | Martin James Bartlett          | Łukasz Krupiński                | Martin James Bartlett          |
| 2019 | Tomoki Sakata                        | Tiffany Poon                   | Robert Neumann                  | Tomoki Sakata                  |
| 2020 | Sergey Tanin                         | Yoav Levanon                   | Ziyu Liu                        | Sergey Tanin                   |
| 2021 | Giorgi Gigashvili                    | Sandro Nebieridze              | Gustav Piekut                   | Giorgi Gigashvili              |
| 2022 | Roman Borisov                        | Tony Siqi Yun                  | Ariel Lanyi                     | Tony Siqi Yun                  |
| 2023 | Mihály Berecz                        | Mirabelle Kajenjeri            | Miyu Shindo                     | Miyu Shindo                    |
| 2024 | Illia Ovcharenko                     | Jérémie Moreau                 | Onutė Gražinytė                 | Simon Haje                     |